# Ectoedemia mahalebella
Ectoedemia mahalebella là một loài bướm đêm thuộc họ Nepticulidae. Loài này có ở Cộng hòa Séc và Slovakia to Pyrenees, Ý và Hy Lạp.
Sải cánh dài 4.3-5.3 mm. Con trưởng thành bay từ tháng 5 đến tháng 6. Có một lứa một năm.
Ấu trùng ăn Prunus avium, Prunus cerasifera, Prunus cerasus, Prunus cocomilia, Prunus domestica, Prunus fruticosa, Prunus mahaleb, Prunus spinosa và Prunus tenella. Chúng ăn lá nơi chúng làm tổ.